# Borsy Zoltán
Borsy Zoltán (Debrecen, 1926. november 7. – Debrecen, 1997. február 14.) geográfus.

## Életrajza
Borsy Zoltán és Szabó Margit gyermekeként. Egy Hajnalka nevű testvére született.
Elemi és középiskoláit Debrecenben végezte és itt a debreceni református gimnáziumban is érettségizett 1945-ben. 1950-ben történelem–földrajz szakos tanári oklevelet szerzett a Debreceni Tudományegyetemen, majd a KLTE TTK-n doktorált 1958-ban. 1961-től a földrajztudományok kandidátusa, 1975-től doktora.

## Munkássága
1950–1953 között a Debreceni Tudományegyetem, illetve a KLTE TTK Földrajzi Intézet Természeti Földrajzi Tanszék tanársegéde, egyúttal 1953–1963 között adjunktusa, 1963–tól 1976-ig egyetemi docense, egyetemi tanára 1976. július 1-től–1996. április 30-ig) és a Tanszék vezetője 1973–1991 között. 1955–1959 között az MTA–TMB önálló aspiránsa.
Természetföldrajzzal, geomorfológiával foglalkozott Az MTA által támogatott nyírségi, bodrogközi, szatmári síksági kutatások résztvevője, a pollenanalitikai kutatások egyik elindítója volt. Különösen jelentősek a szélerózió és a homokmozgás terén végzett terepi és laboratóriumi modellkísérletei, nemzetközi jelentőségűek az Alföld felszínének kialakulására és felszínfejlődésére vonatkozó vizsgálati eredményei.
Fontos eredményeket ért el az üledékképződés és a felszínformálódás jellegzetes ritmusainak, az éghajlat-változások jellegének és morfológiai következményeinek új, és időben is pontosított kimutatása az Alföld negyedidőszaki fejlődéstörténetében, valamint a Bodrogköz felszínfejlődésének új szellemű bemutatása egyfelől a nagyszámú fúrásadat segítségével alkotott geomorfológiai kép, másfelől a 14 C-adatokkal szinkronizált pollenanalízis segítségével.
- 1965-től az MTA Földrajzi Bizottsága tagja
- 1962-től a Magyar Földrajzi Társaság választmányi tagja
- 1977-től 1981-ig a Nemzetközi Földrajzi Unió magyar nemzeti bizottságának elnöke

1977-től 1995-ig az Acta Geographica Debrecina szerkesztője.
1972-ben Szocialista Földrajzért emlékérmet, 1985-ben Lóczy Lajos-emlékérmet, 1986-ban Bessenyei György-emlékérmet, 1993-ban Magyar Felsőoktatásért Emlékplakettet kapott.

## Főbb művei
- Csillagászati földrajz. Egyetemi jegyzet (Debrecen, 1952; Kiss Árpáddal, Nagy Józsefnével átdolgozott kiadás
- A Nyírség természeti földrajza. Kand. értekezés is. (Földrajzi monográfiák. 5. Bp., 1961)
- A Nyírség geomorfológiai kutatásának gyakorlati vonatkozású eredményei. (Földrajzi Közlemények, 1964)
- Görgetettségi vizsgálatok a magyarországi futóhomokokon. (Földrajzi Értesítő, 1964)
- Geomorfológiai megfigyelések a Nagykunságban. (Földrajzi Közlemények, 1968)
- A nagyhegyesi kráter. (Acta Geographica Debrecina, 1968)
- A tiszai Alföld. Szerk. Pécsi Mártonnal. (Bp., 1969)
- Az alluviális medencesíkságok morfológiai fejlődéstörténete Magyarországon. Molnár B.-vel, Somogyi Sándorral. (Földrajzi Közlöny, 1969)
- Szabolcs-Szatmár megye természeti földrajza. (Szabolcs-Szatmári Szemle, 1971)
- A szélerózió vizsgálata a Nyírségben. (Szabolcs-Szatmári Szemle, 1972)
- A szélerózió vizsgálata a magyarországi futóhomok- területeken. (Földrajzi Közlemények, 1972)
- A változó világ. Földrajzi olvasókönyv. Többekkel. (Budapest, 1972)
- A homokfodrok. (Földrajzi Értesítő, 1973)
- A futóhomok mozgásának törvényszerűségei és védekezés a szélerózió ellen. Doktori értek. (Debrecen, 1974)
- Attritional Studies on Blownsand Grains. (Acta Geographica Debrecina, 1974)
- Periodic Changes in Blownsand Migration in Hungary. (Birmingham, 1976)
- A magyarországi futóhomok-területek felszínfejlődése. (Debrecen, 1978)
- Csillagászati földrajz. Egy. tankönyv. Szabó Józseffel. (Bp., 1980; 2. kiad. 1986; 3. kiad. 1987; 4.
- A futóhomok mozgásának periódusai az Alföld északkeleti részén. Többekkel. (Debrecen, 1982)
- A komádi alapfúrás negyedidőszaki homokrétegeinek elektronmikroszkópikus vizsgálata. Félszerfalvi Jánossal, Lóli Józseffel. (Alföldi tanulmányok. 7. köt. Békéscsaba, 1983)
- Tiszafüred természeti viszonyai. Szabó Józseffel. (Tiszafüred-Szolnok, 1985)
- Újabb adatok a Tapolcai-medence kialakulásához. Többekkel. (Debrecen, 1986)
- Bodrogköz: ember, táj, mezőgazdaság. Szerk. Fehér Alajos. Írta. Többekkel. (Miskolc, 1988)
- Magyarország természeti földrajza. (Budapest, 1988)
- Az Alföld hordalékkúpjainak fejlődéstörténete. (Nyíregyháza, 1987)
- A Bodrogköz kialakulása és vízhálózatának változásai. Félegyházi Enikővel, Csongor Évával. (Alföldi Tanulmányok, 1989)
- Általános természetföldrajz. Fejezetek az általános természetrajz köréből. Szerk. Többekkel. (Bp., 1992; 2. kiad. 1994; 3. kiad. 1995; 4. kiad. 1998; 5. kiad. 2002; 6. kiad. 2004; 7. kiad. 2007).